# Wish I Had an Angel
Wish I Had An Angel is een nummer opgenomen door Nightwish voor hun vijfde studioalbum Once (2004). Het nummer wordt gezongen door Marco Hietala en Tarja Turunen.
Het nummer kwam op de soundtrack van de film Alone in the Dark (2005), en werd na Nemo de populairste single van de groep in Europa en de Verenigde Staten. In het Verenigd Koninkrijk werd het de grootste hit van Nightwish.
De videoclip werd geregisseerd door Uwe Boll, de regisseur van Alone in the Dark.

## Tracklist
|   | Titel                                 | Schrijvers                                  | Lengte |
| - | ------------------------------------- | ------------------------------------------- | ------ |
| 1 | Wish I Had An Angel (Album Version)   | Holopainen                                  | 4:08   |
| 2 | Ghost Love Score (Instrumental Score) | Holopainen                                  | 10:07  |
| 3 | Where Were You Last Night             | Tim Norell, Ola Håkansson en Alexander Bard | 3:52   |
| 4 | Wish I Had An Angel (Demo Version)    | Holopainen                                  | 4:08   |